# أنيتا روديك
أنيتا لوسيا روديك (بالإنجليزية: Anita Lucia Roddick)‏ (م: 23 أكتوبر 1942-ت: 10 سبتمبر 2007) سيدة أعمال بريطانية، ناشطة في مجال حقوق الإنسان والبيئة، أسّست علامة «ذي بودي شوب» (بالإنجليزية: The Body Shop)‏.

## الميلاد والنشأة والتعليم
ولدت أنيتا لوسيا بيريلي (بالإنجليزية: Anita Lucia Perilli)‏ في عام 1942م كإبنة ثالثة من أربعة لأبوين إيطاليين هاجرا إلى ليتل هامبتون في إنجلترا. كانت أمها ككثيرات من السيدات الإيطاليات المكافحات، تدير مقهى صغيراً.
عملت أنيتا بعد أوقات الدراسة في القهوة التي تملكها أمها، وبسبب ظروف الحرب العالمية، تعلمت أنيتا من أمها عدم التخلص من أي شيء يمكن إعادة استخدامه، لكن أبويها تطلقا وسنها ثمانية، وسرعان ما تزوجت الأم بآخر مات بعدها بعامين.
قرأت أنيتا في سن العاشرة كتاباً -مدعومًا بصور مقبضة- يتحدث عن مزاعم إبادة اليهود إبان الحرب العالمية الثانية، ما ملأها حماسة وثورة للدفاع عن المضطهدين
وبعدما أكملت أنيتا الصغيرة دراستها الابتدائية والثانوية التحقت بكلية باث للتعليم العالي ـ التي صارت اليوم جامعة باث سبا ـ وتخرجت فيها بشهادة في التربية والتعليم بعدما أتمت دراسة اللغة الإنجليزية والتاريخ

## عملها

### معلمة
عملت في البداية كمعلمة، ثم قررت قبول منحة دراسية في دولة المحتل الصهيوني في مستعمرات الكيبوتز، لكنها بعد ثلاثة أشهر طردت من هذه المنحة، إذ أن حبها الشديد للمزاح لم يحتمله مديرها فتم طردها.

### أعمال أخرى
هذا الطرد كان له تأثير إيجابي، إذ قررت بعده أنيتا أن تسيح في ربوع العالم كله، وبعد عودتها لموطنها عملت في وظائف عدة، منها توزيع الجرائد في باريس، والتدريس في إنجلترا، ولدى الأمم المتحدة في جنيف.
بما ادخرته من نقود سافرت إلى تاهيتي، أستراليا، مدغشقر، موريشيوس، وأخيرًا جنوب أفريقيا،

### طردها من جنوب إفريقيا
سافرت في رحلة عمل إلى جنوب أفريقيا حيث عملت كمُعلمة، لكنها مرة أخرى طردت من وظيفتها لذهابها إلى نادي غنائي في ليلة كانت مخصصة للسود فقط، وهو ما كان خرقاً لقوانين التفرقة العنصرية السائدة وقتها، ما جعل الشرطة العنصرية تقوم بترحيلها لبلدها
هذا الترحال أثر بشدة في شخصية أنيتا، تروي لنا ذلك في سيرتها بقولها: “أنت تغير قيمك حين تغير مبادئك، فحين تقضي ستة أشهر مع أناس يفركون جلودهم بزبدة الكاكاو كل يوم، ويغسلون شعورهم كل يوم بالطين، ثم تجد أن هذه الأمور تجدي فعلاً وتأتي بالطيب من النتائج، فأنت حتماً ستوقف كل معتقداتك السابقة، وإذا كنت مثلي، ستنمي حبًا جارفاً تجاه عِلم الأنثربولوجي (علم الأجناس البشرية)”.

## زواجها
بعد العودة الثانية لموطنها، عرفتها أمها على زوج المستقبل: جوردون روديك، الشاب والشاعر والرحالة الإسكتلندي الصغير، فأحبته وتزوجته وحملت اسمه، والذي رافقها رحلة كفاحها بتأسيسهما معًا أول مشروع لهما، ومن ثم فتحت وإياه مطعماً. ثم وسّع الزوجان الطموحان أعمالهما ففتحا فندقاً أيضاً وهو مطعم صغير ملحق بفندق متواضع يتكون من ثماني غرف.
تطلب متابعة هذا المشروع منهما الكثير من المجهود والوقت ما ترك لهما القليل من الوقت ليقضياه معًا ومع طفلتيهما مما جعلهما يفكران ويقرران إغلاق المطعم بعد ثلاث سنوات من افتتاحه وبيع ما يملكانه.
بموافقة أنيتا، سافر الزوج الرحال ليحقق حلمه في امتطاء ظهر حصان من مدينة بيونس آيريس في الأرجنتين إلى مدينة نيويورك الأمريكية.
أنجبت أنيتا من جوردون طفلتين هما سام وجاستين. ولقد ولدت الصغرى جاستين عام 1971، ولكن تبين بعد سنوات عديدة أن عملية نقل الدم التي احتاجتها الأم إبان الولادة نقلت إليها فيروس الالتهاب الكبدي من نوع «سي»، والذي يبدو أنه سبب لأنيتا لاحقاً مرض تشمع الكبد المميت.

## تأسيس محل الجسم The Body Shop
يبدأ تاريخ أشهر تجار التجزئة في إنجلترا لمستحضرات التجميل ومنتجات العناية الشخصية ، مع أكثر من 1،900 متجر في 50 دولة. تشتهر الشركة بكونها رائدة في سوق مستحضرات التجميل ذات العناصر الطبيعية ، وتحدد المسؤولية الاجتماعية كجزء لا يتجزأ من عمليات الشركة. في الواقع ، حظيت ذي بودي شوب تاريخياً بمزيد من الاهتمام بمواقفها الأخلاقية ، مثل رفضها استخدام المكونات التي يتم اختبارها على الحيوانات ، والتبرعات المالية التي تقدمها إلى المجتمعات التي تعمل فيها ، وشراكاتها التجارية مع الدول النامية ، بدلاً من رفضها. منتجاتها. ومع ذلك ، ثبت أن هذا التركيز مكلف حيث خسر حصته في السوق في أواخر التسعينيات إلى المنافسين المحنكين في المنتجات التي قدمت مستحضرات تجميل مماثلة بأسعار أقل. تقوم الشركة بتصنيع أكثر من 600 منتج وتدعي أنه يتم بيع منتج كل 0.4 ثانية. أنيتا روديك ، مؤسس الشركة ، قامت ببناء ذا بودي شوب من خلال إهانة الاتفاقيات الصناعية. وفي عام 1991 ، نقلت مجلة بيزنس ويك عن قائد صناعة مستحضرات التجميل قوله: “إننا نكره صناعة مستحضرات التجميل بشغف. يديرها رجال يخلقون احتياجات غير موجودة”. بعد عدة سنوات من الأرباح والمبيعات المتعثرة ، تنحى أنيتا وزوجها ، غوردون روديك ، عن منصبيهما كرئيسين مشاركين في عام 2002.

## الفكرة والبداية
في هذه الأثناء فكرت أنيتا بعمل يدر عليها دخلاً ولا يشغلها عن متابعة وتربية بناتها لكنها أصرت على عمل لا يشغلها عن رعاية بناتها. لذا قررت في عام 1976 وعُمرها 33 سنة افتتاح محل لبيع مواد التجميل الطبيعية، ولأنها شبه مُعدمة قررت صنع مواد التجميل هذه من أي خامة سبق وخزنتها في جراجها، والتي جمعتها خلال أسفارها الكثيرة، وهي غالباً ما كانت مواد استعملتها النسوة -اللاتي قابلتهن في أسفارها – في شعائرهن القبلية للتطهر والتزين. جاء موقع المحل الأول في مدينة برايتون بجانب دار جنازات، وكان عدد أصناف البضاعة المعروضة للبيع وقتها 15 صنفاً، ومولت أنيتا ثمن هذه المغامرة التجارية برهنها لفندقها الصغير مقابل قرض قدره 6500 دولار

### اللون الأخضر
لعبت الأقدار لعبتها وحبكت الظروف حيلتها، ففي الوقت الذي كانت أنيتا فيه تروج لموادها الطبيعية، كانت دول أوروبا تشهد صحوة اجتماعية تدعو لترك الصناعي والعودة للطبيعي، وحين قررت أنيتا طلاء جدران محلها -لتغطي شكله الخارجي البالي- باللون الأخضر التي لم تكن تملك لونًا غيره، كان اللون الأخضر هو اللون الرسمي الذي اختارته هذه الحركة الصحوية للعودة لكل ما هو طبيعي. حين قررت أنيتا إعادة استخدام علب بلاستيكية مستعملة، قررت ذلك لضغط تكاليفها في البداية، ولم تكن نيتها إعادة التدوير لحماية البيئة

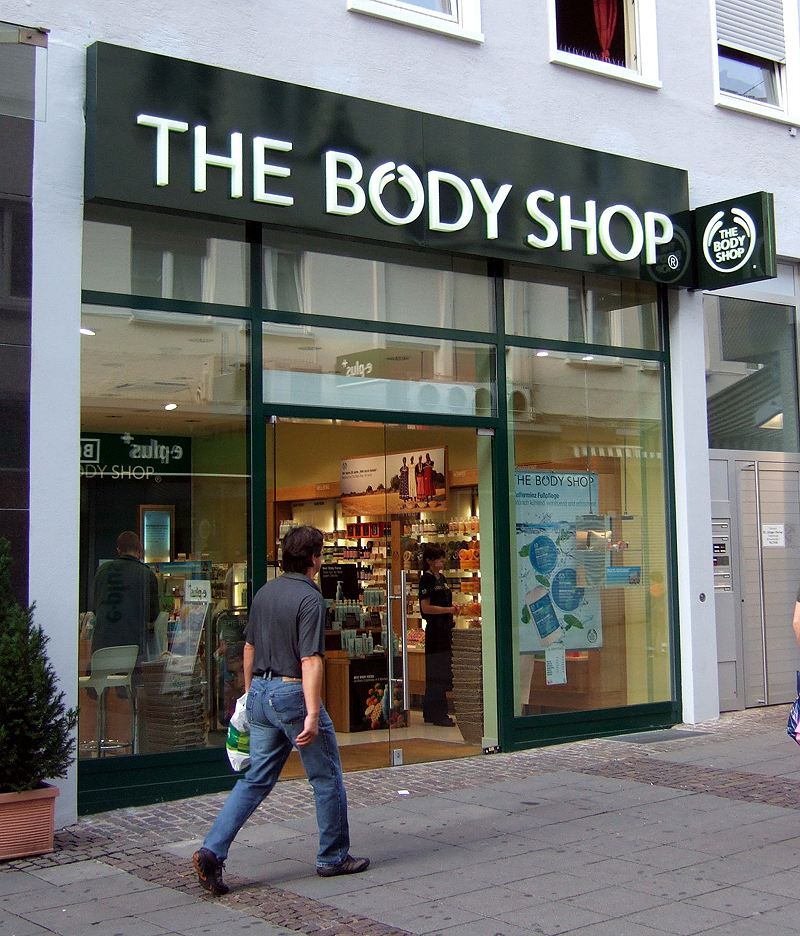
واجهة محل The Body Shop

## التوسع والشهرة وحق الامتياز
بدأت شهرتها تذيع، وبدأ الناس يعرفون «ذا بودي شوب» في كل مكان، فقررت أن توسع نشاطها وافتتاح محلها الثاني، لكن البنك رفض طلبها قرضًا بقيمة 8000 دولار، ولذا راسلت زوجها تطلب إذنه في بيع نصف شركتها لصاحب محطة إعادة تمويل الوقود مقابل تمويل تكاليف المحل الثاني، لكنها قررت المضي في هذا الأمر قبل أن تصلها رسالة زوجها برفض هذه الفكرة. قبل مرور عشرة أشهر كانت أنيتا قد افتتحت محلها الثاني في مدنية شيستر، وحينها عاد زوجها من السفر في عام 1977 وقرر مشاركتها إدارة مشروعها.

## حق الامتياز
ذاعت شهرة ذا بودي شوب (محل الجسم) في جميع الأنحاء، وكان تفاعل المشترين كبيرًا، حتى أنهم أرادوا بيع منتجات أنيتا الطبيعية في محلاتهم على هيئة فروع تحمل ذات الاسم. حتى تلك الفترة كانت طريقة إدارة أي شركة لفروعها الكثيرة تعتمد على أفراد العائلة والأصدقاء، ولم يكن مصطلح منح حق الامتياز (بالإنجليزية: Franchising)‏ معروفًا، بل يمكن الإدعاء بأن زوجها جوردون ابتدعه، وكان المبدأ بسيطًا، فهم لم يطلبوا مقابلاً ماديًا لاستخدام الاسم التجاري، بل قدما التمويل اللازم لافتتاح كل فرع، مقابل استخدام اسم محل الجسم (بالإنجليزية: The Body Shop)‏، ومنتجاته
قامت أنيتا بعمل مقابلات شخصية لكل من أراد الحصول على حق الامتياز لفتح فورع تحمل اسم محلاتها، وهي كانت تطرح أسئلة مثل
- ما اسم زهرتك المفضلة
- كيف تريد أن تموت

وذلك من أجل أن نجاحها لم يأتِ بل من قصة كفاح طويلة ولاتريد ان تعطي حق الامتياز لشخص هدفه الربح فقط ولذا لا عجب أن أكثر من نجحوا في الحصول على هذا الامتياز كان من النساء.

### النجاح
لم يحتج الأمر لكثير من الوقت حتى طرحت أنيتا في عام 1984 أسهم شركتها في البورصة، وأصبح اليوم لدى مشروع أنيتا أكثر من ألفي محل يخدمون أكثر من ثمانين مليون عميل، في أكثر من خمسين بلد، هذا النجاح جعل ثروة أنيتا الخاصة تفوق أكثر من مائتي مليون دولار

## الجوائز
حصدت أنيتا خلال مشوارها العديد والكثير من الجوائز التشجيعية، وهي تنسب الفضل لزوجها في نجاحها، إذ وفر لها عبقرية مالية وإدارية أعانتها على تحقيق ما وصلت إليه. في عام 2003 منحت ملكة بريطانيا أنيتا لقب السيدة (Dame) تقديرًا لجهودها ونجاحها.

## تحقيق حلم
بعد كل نجاحاتها قررت ان تحقق حلمها في الدفاع عن المضطهدين لذا اتخذت أنيتا قراراً ثورياً في ديسمبر 2005 بأنها لا تريد أن تموت غنية، ولذا قررت سلوك منهج تدريجي للتبرع بكامل ثروتها في سبيل رفع الظلم عن بني البشر في العالم كله

## بيع The Body Shop
في 17 من شهر مارس (2006) اشترت مجموعة لوريال شركة The Body Shop، بمبلغ 652.3 مليون جنيه إسترليني، مما أثار الكثير من الجدل، إذ أن لوريال مملوكة جزئيًا لشركة نستله، والتي كانت عرضة لحملة مقاطعة بسبب نوعية ألبان أطفال باعتها لأطفال دول العالم الثالث، ما يمثل تعارضًا مع ما قامت عليه The Body Shop

## وفاتها
توفيت أنيتا روديك يوم 10 سبتمبر 2007 مستشفى سانت ريتشارد، شيشستر ، إنجلترا

## روابط خارجية
- أنيتا روديك على موقع IMDb (الإنجليزية)
- أنيتا روديك على موقع مونزينجر (الألمانية)
- أنيتا روديك على موقع ديسكوغز (الإنجليزية)